# 電通マクロミルインサイト
株式会社電通マクロミルインサイト（でんつうマクロミルインサイト、英: DENTSU MACROMILL INSIGHT, INC.）は、日本のマーケティング、リサーチ企業。

## 概要
電通とマクロミルによる合弁会社としてマーケティングリサーチの企画・実施・分析サービスを提供する企業。
親会社であるマクロミルから優遇提供を受けたパネル、WEBログ、購買データなどのマーケティングデータを活用しリサーチを行い、マーケティング戦略・コミュニケーション戦略立案に必要なデータ分析から仮説検証までインサイトを導出するための高いノウハウを保有。
クライアント企業の事業課題解決だけでなくその先にある社会の持続的な発展までを視野に入れた統合的なソリューションを提供。
2021年には電通の消費者研究プロジェクト「DENTSU DESIRE DESIGN」に参加。

## 沿革
- 1949年11月 - 株式会社綜研設立
- 1967年11月 - 株式会社電通リサーチ創業。初代社長は安藤和雄
- 2010年10月 - 株式会社綜研をグループ会社へ
- 2011年
  - 9月 - 電通リサーチ・電通・マクロミルの3社でインターネット調査事業の業務提携協議開始
  - 10月 - 電通リサーチと綜研が合併し、株式会社電通マーケテイングインサイト設立
  - 12月 - 電通マーケティングインサイトとマクロミルによる合弁会社設立発表[4]
- 2013年12月 - 電通マーケティングインサイト株式をマクロミルが取得[5]
- 2014年1月 - 株式会社電通マクロミルインサイトへ社名変更
- 2022年2月 - 横浜国立大学とのデータサイエンス・インターンシップ・プログラムを開始[6]
- 2023年5月 - 東京本社が築地に移転[7]

## アクセス
- 東京本社 - 東京都中央区築地4-7-5　築地KYビル
  - 東京メトロ日比谷線 東銀座駅 徒歩約3分
  - 東京メトロ日比谷線 築地駅 徒歩約2分
  - 都営浅草線 東銀座駅 徒歩約3分
  - 都営大江戸線 築地市場駅 徒歩約5分